# 鵜川遊泉寺站
鵜川遊泉寺站（日语：／ Ugawa-yusenji eki */?）是位於石川縣小松市遊泉寺町，北陸鐵道小松線的鐵路車站（廢站）。

## 概要
此站是小松線的終點站。車站名稱是取自鄰接此地區的鵜川町和車站所在地的遊泉寺町（合成站名）。在1979年，當年的上下車人次為平均每日250人。

## 歷史
- 1929年（昭和4年）5月15日：白山電氣鐵道遊泉寺站啟用[1][2][5]。
- 1931年（昭和6年）：車站改名為鵜川遊泉寺站。
- 1937年（昭和12年）11月4日：公司改名為小松電氣鐵道。
- 1945年（昭和20年）7月20日：小松電氣鐵道把業務轉讓給北陸鐵道，成為北陸鐵道小松線車站。
- 1986年（昭和61年）6月1日：小松線全線廢除，此站也被廢除[5]。

## 車站構造
此站是無人車站，設有1面1線的單式月台。站內設有側線（同時為機走線）。在晩年，側線靠近小松站一方的轉轍器被撤去。月台靠近小松站一方設有木製簡單站舍。鵜川遊泉寺站實際上被視為一座停車場。

### 加賀佐野延長線
在1945年（昭和20年），曾經計劃從此站延伸至能美線加賀佐野站。在第一期工程中，將會從此站敷設路軌至河田站，中途設有一座埴田站。但是後來項目被中止，已經完成的路基被棄置了。從車站延伸出來的路堤，以及止衝擋附近，路軌終端向北延伸，並帶有彎曲的結構便是當時遺留下來的痕跡。

## 現狀
車站遺址變成空地。而樹齡達90年以上的櫻花樹（染井吉野櫻，該樹被名為）仍然存在。另外，廢除替代巴士（舊小松巴士，現時：北鐵加賀巴士）的巴士站名稱仍然使用鐵路站時代的名稱「鵜川遊泉寺」。

## 相鄰車站
北陸鐵道
小松線
輕海－鵜川遊泉寺

## 注腳
1. 1 2 3 4 5 6  安田・松本 2017，第40頁.
2. 1 2 3  寺田 2008，第110頁.
3. 1 2 3  寺田 2008，第166頁.
4. 1 2  RM LIBRARY 212 北陸鉄道小松線（寺田裕一・著　NEKO PUBLISHING　2020年4月1日初版）p.39
5. 1 2  今尾惠介《日本鐵道旅行地圖帳》6號 北信越（新潮社、2008年）p.28
6. ↑  安田・松本 2017，第41頁.
7. ↑  今尾惠介 責任編輯 （洋泉社 2017年6月）p.150 - 151
8. ↑  誉のドコ行く? 小松市鵜川町・遊泉寺町 （页面存档备份，存于）（日語） - 金澤電視台
9. ↑  寺田 2008，第111頁.

## 相關項目
- 日本鐵路車站列表 U